# António Brito da Silva
António Brito da Silva é um jurista português que desempenhou o cargo de Presidente da CP - Comboios de Portugal, EP entre 1995 e 1996.
Licenciou-se em Direito pela Universidade de Coimbra, em 1962. Ocupou diversos cargos em empresas e entidades do sector dos transportes e obras públicas, dos quais se destacam:
- Director-Geral da Prevenção Rodoviária Portuguesa (1971—2000)

- Director Geral de Viação (1980—1986)

- Presidente do Conselho de Administração da Rodoviária Nacional, EP (1986—1991)

Em 1995 viria a ser convidado para liderar os destinos da CP.
Em 2004 foi nomeado pelo Governo de Durão Barroso (Resolução do Conselho de Ministros n.º 38/2004, de 7 de Abril) para Presidente do Conselho de Administração do Instituto Nacional do Transporte Ferroviário